# Shortboard

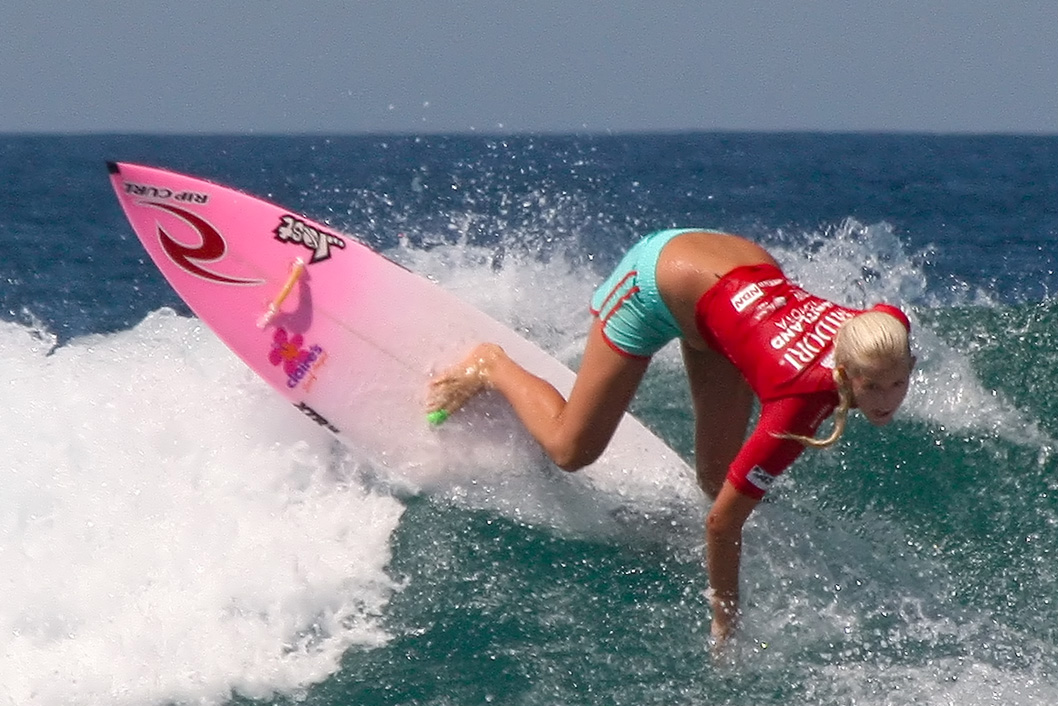
Bethany Hamilton sur un shortboard en mars 2007.

Le shortboard est un type de planche de surf caractérisée par sa dimension réduite.
Depuis la fin des années 1960 et l'apparition des planches en polyuréthane, la plupart des planches de surf sont des shortboards, c’est-à-dire des planches courtes de dimension réduite.
Le shortboard est plus facile à manœuvrer que les autres types de planches, mais sa petite taille entraine un manque de flottabilité, l'équilibre est plus précaire et son utilisation moins accessible. Il nécessite également des vagues plus importantes, plus puissante et un takeoff[Quoi ?] plus tardif.

## Histoire
Il est probable qu'il y a eu des planches courtes bien avant la "révolution" australienne de 1967, mais de façon isolée et non représentative. Entre la ré-introduction du surf à Hawaii par Duke Kahanamoku au début du XXe siècle et cette date fatidique de 1967, toutes les planches mesuraient en moyenne plus de dix pieds.
C'est donc en 1967 que Bob McTavish, shaper australien, inspiré par les manœuvres incroyables d'un jeune nommé George Greenough, décide d'expérimenter en réduisant la longueur de ses planches.[réf. nécessaire]